# جوشوا باربر
جوشوا باربر (بالإنجليزية: Joshua Barber)‏ هو فنان أمريكي، ولد في 1977 في ريتشموند في الولايات المتحدة.